# Ginástica artística nos Jogos Pan-Americanos de 2011 - Salto masculino
A competição do salto masculino foi um dos eventos da ginástica artística nos Jogos Pan-Americanos de 2011. Foi disputada no Complexo Nissan de Ginástica no dia 28 de outubro.

## Calendário
Horário local (UTC-6).
| Data          | Horário | Fase  |
| ------------- | ------- | ----- |
| 28 de outubro | 13:00   | Final |

## Medalhistas
| Ouro   | BRA Diego Hypólito |
| Prata  | CHI Tomás González |
| Bronze | CAN Hugh Smith     |

## Resultados

### Qualificação
| Pos.     | Ginasta              | Total  | Obs. |
| -------- | -------------------- | ------ | ---- |
| 1        | CHI Tomás González   | 16,025 | Q    |
| 2        | CAN Hugh Smith       | 15,725 | Q    |
| 3        | BRA Diego Hypólito   | 15,725 | Q    |
| 4        | PUR Luis Rivera      | 15,600 | Q    |
| 5        | CAN Scott Morgan     | 15,475 | Q    |
| 6        | USA Paul Ruggeri     | 15,450 | Q    |
| 7        | PUR Ángel Ramos      | 15,400 | Q    |
| 8        | MEX Javier Cervantes | 15,175 | Q    |
| Reservas |                      |        |      |
| 9        | DOM Jesús de León    | 15,275 | R    |
| 10       | COL James Brochero   | 15,175 | R    |
| 11       | CUB Carlos Campaña   | 15,175 | R    |

### Final
| Pos.              | Ginasta              | Salto 1 | Salto 1 | Salto 1 | Salto 1       | Salto 2 | Salto 2 | Salto 2 | Salto 2       | Total  |
| Pos.              | Ginasta              | Nota D  | Nota E  | Pen.    | Nota do salto | Nota D  | Nota E  | Pen.    | Nota do salto | Total  |
| ----------------- | -------------------- | ------- | ------- | ------- | ------------- | ------- | ------- | ------- | ------------- | ------ |
| Medalha de ouro   | BRA Diego Hypólito   | 6,600   | 9,200   |         | 15,800        | 6,800   | 9,150   |         | 15,950        | 15,875 |
| Medalha de prata  | CHI Tomás González   | 7,000   | 8,300   |         | 15,300        | 6,600   | 9,375   | 0,100   | 15,875        | 15,587 |
| Medalha de bronze | CAN Hugh Smith       | 6,600   | 9,350   |         | 15,950        | 6,200   | 9,000   |         | 15,200        | 15,575 |
| 4                 | PUR Ángel Ramos      | 6,600   | 8,800   |         | 15,400        | 6,200   | 9,375   |         | 15,575        | 15,487 |
| 5                 | CAN Scott Morgan     | 6,200   | 9,150   |         | 15,350        | 6,200   | 9,250   |         | 15,450        | 15,400 |
| 6                 | MEX Javier Cervantes | 6,200   | 9,125   | 0,100   | 15,225        | 6,200   | 9,250   |         | 15,450        | 15,337 |
| 7                 | USA Paul Ruggeri     | 6,800   | 8,875   | 0,100   | 15,225        | 6,600   | 7,850   | 0,300   | 14,150        | 14,862 |
| 8                 | PUR Luis Rivera      | 6,600   | 7,850   |         | 14,450        | 5,000   | 9,100   |         | 14,100        | 14,250 |